# Цуцуи, Ясутака
Ясутака Цуцуи (яп. 筒井 康隆 Цуцуи Ясутака, род. 24 сентября 1934) — японский писатель, драматург, сценарист, актёр и автор манги. Работает в тяготеющем к эстетике постмодернизма экспериментальном жанре, сочетающем элементы фантастики и авангардизма. Для работ последних десятилетий характерны пародийность, чёрный юмор, абсурдизм. Наряду с Сакё Комацу и Синъити Хоси причисляется к числу наиболее значительных фантастов Японии.
Начиная с 1970-х, развивает в своём творчестве теорию метапрозы, а сами произведения делают условными границы между чистой и массовой литературой. Лауреат многочисленных премий, в том числе премии Идзуми Кёка, премии Танидзаки, премии Кавабаты, а также Tokyo Anime Awards за идею фильма «Девочка, покорившая время». C 1988 по 1999 год входил в состав жюри литературной премии имени Юкио Мисимы.

## Издания на русском языке
- «Одиноко растущая женщина» (рассказ в сборнике «Сирена 3», 1992 год) [другие названия «Женщина у дороги», «Syosetsu Gendai» (1974)]
- «Вьетнамское турбюро» (рассказ в сборнике «Гордиев узел. Современная японская научная фантастика», 2004 год)
- «Цивилизация напоказ» (перевод З. Рахима, в сборнике «Фантастические изобретения», 1971 год)
- «Войны в моём доме» (перевод А. Виноградова, в газете «Литературная Россия» № 27 от 5 июля 1991 года)
- «Кольцевые ветки» (перевод З. Рахима, в сборнике «Фантастические изобретения», 1991 год)
- «Очаровательные дамы»
- сборник «Сальмонельщики с планеты порно» (2009 год, переводчики Иван Логачёв, Сергей Логачёв) состоит из рассказов:
  - Дерево даба-даба
  - Слухи обо мне
  - Только не смейся
  - Авиакомпания Горохати
  - Главная ветка «Медвежий Лес»
  - Граница счастья
  - Почасовая армия
  - Ах-ах-ах!
  - Мир кренится
  - История Моцарта
  - Последний курильщик
  - Вредно для сердца
  - Сальмонельщики с планеты Порно.
- «Паприка» (переводчики Андрей Замилов, Эрик Штайнблат. «Эксмо». 2012 год)
- «Преисподняя» (переводчик С. Логачёв. «Эксмо». 2016 год)

## Сценарии
- Бояки (Kowagaru hitobito), одна из новелл.
- Девочка, покорившая время
- Весь мир, кроме Японии, тонет
- Близнецы
- Паприка

## Оценка творчества
Николай Александров отмечает в рассказах Ясутаки Цуцуи переплетение сна и яви, абсурдистский элемент и выигрышную для героев «позицию Иванушки-дурачка».

### О романе «Паприка»
В России «Паприка» прошла практически незамеченной. Немногочисленными российскими критиками роман был встречен прохладно. Отмечалось, что о человеческих отношениях Цуцуи пишет прямолинейно, топорно, профессиональными терминами пользуется неуклюже, вынуждая читателя то и дело зарываться в словари. По мнению другого критика, проза Цуцуи страдает от штампов конвейерной литературы, а его ходульные персонажи нивелируют серьёзность заявленной проблематики произведения.